# 織田信愛
織田 信愛（おだ のぶよし）は、江戸時代末期の高家旗本。通称は謙次郎。官位は従五位下・侍従兼中務大輔、対馬守、宮内大輔。

## 生涯
織田信存の嫡男として誕生した。
天保2年（1831年）2月15日、12代将軍・徳川家慶に御目見し、天保11年（1840年）3月29日に父の隠居により家督を相続する。安政3年（1856年）11月15日、高家に就任し、従五位下・侍従・兼中務大輔に叙任する。文久3年（1863年）6月18日、御用金徴収のために領地に派遣した家臣秋元健二郎が農民に殺害された。

### 高家から軍役職への登用
慶応2年（1866年）9月16日、陸軍奉行並に就任し、慶応3年（1867年）1月25日には海軍奉行並に転じる。同年5月20日、横浜港にて勝海舟らとオランダから開陽丸を受け取る。
慶応4年（1868年）1月28日、高家に再任するが、2月27日には高家職を退いて名誉職である留守居になった。しかし、3月8日にわずか10日余りで留守居を辞職した。

### 戊辰戦争
慶応4年1月、明治新政府に恭順の意向を示し、閏4月には病気を理由に弟の時之助を上洛させた。しかし、実際には草風隊の隊長として新政府軍に抵抗する行動を取った。一時期的に草風隊を離れ、上野戦争に参加し、新政府軍と戦った。同年5月、上野戦争の敗北により逃走、竹中重固らと相談し、輪王寺宮と共に榎本武揚の指揮下にある長鯨丸に乗り込み、奥羽に向かった。なお、上野戦争の敗北に際し、弟・房之助は負傷し、自害している。同年6月、会津藩の居城若松城に入り、草風隊と合流、息子・信徳と共に輪王寺宮に拝謁する。同年8月、若松城を出て、塩川を経て、天童藩織田家の許に行った。

### 維新以後
戊辰戦争終結後、そうした明治新政府に対する反抗的な行動から信愛、信徳父子は謹慎を命じられたが、明治2年（1869年）6月6日に明治新政府から謹慎を解かれた。明治政府は本家にあたる織田寿重丸に父子の扶助を命じた。なお、「旧高旧領取調帳」では、明治政府に対して反抗的な態度をとった信愛を隠居としたものと扱い、弟の時之助を幕末期の高家旗本織田家の当主としている。
明治維新後は賢司を称した。明治4年、博物学の知識を買われて、北海道開拓使の農業掛に雇われた。明治5年（1872年）3月、博覧会の準備のため函館を巡回し、特産物の買い上げを通達している。明治8年（1875年）7月、開拓使職員を辞する。同年10月、11月の2度にわたり、勝海舟から資金援助を受ける。その後、帝室博物館に勤務する。明治19年（1886年）、酬恩義会の設立に伴い、勝海舟の斡旋により、事務担当者となる。また、住居の世話もしてもらった。
明治24年（1891年）10月24日、死去。享年78。下谷の広徳寺に葬られた。